# 夢おんな
『夢おんな』（ゆめおんな）は、1988年7月27日に発売された桂銀淑の4枚目のシングルである。発売元は東芝EMI。

## 解説
- オリコン・シングル・チャートでは初めてベスト10内にランクイン、100位内には37週ランクインし、第21回日本有線大賞をはじめ数々の賞を受賞、自身最大のヒット曲となった。
- この年の『第39回NHK紅白歌合戦』に初出場を果たしたが、歌唱曲は前年発表の「すずめの涙」だったため、本曲は紅白では歌われていない。
- TBSテレビ『ザ・ベストテン』では10位以内のランクインはならなかったが、1988年12月15日放映（第562回）の「今週のスポットライト」コーナーで初出演し、本曲を歌唱した。
- 女性ピン芸人のベルサイユは、本曲のインストゥルメンタルをBGMに用い、ネタを締める際にはBGMと合わせるようにサビの末尾を歌唱する。

## 収録曲
1. 夢おんな
  - 作詞: FUMIKO、作曲: 浜圭介、編曲: 桜庭伸幸
2. いゝ女になったなら
  - 作詞: 荒木とよひさ、作曲: 浜圭介、編曲: 若草恵